# Charles Fisher (homme politique canadien)
Pour les articles homonymes, voir Charles Fisher et Fisher.
Charles Fisher (1808-1880) était un homme politique canadien qui fut le premier premier ministre du Nouveau-Brunswick et un des Pères de la Confédération.

## Biographie

### Jeunesse
Charles Fisher naît le 15 août ou le 16 septembre 1808 à Fredericton, au Nouveau-Brunswick. Il est le fils aîné de Peter Fisher et Susanna Williams. Son père, un marchand de bois d'ascendance loyaliste, écrit en 1825 le premier traité d'histoire du Nouveau-Brunswick, intitulé Sketches of New Brunswick, où il critique les hommes d'affaires exploitant la colonie sans en favoriser le développement ; cette opinion influence vraisemblablement les opinions de son fils.
Charles Fisher étudie à la Fredericton Collegiate School et ensuite au Collège King's, l'ancêtre de l'Université du Nouveau-Brunswick, où il reçoit un baccalauréat en arts en 1830. Il étudie ensuite le droit sous la supervision du procureur général du N.-B., George Frederick Street, et est admis au Barreau du Nouveau-Brunswick en 1831. Il fait un stage en Angleterre et devient avocat en 1833.

### Opposition au «Family Compact»
Il exerce tout d'abord à Fredericton, où il épouse en 1836 Amelia Hatfield; le couple a quatre fils et quatre filles.
Lors de l'élection générale de 1834, Charles Fisher tente sans succès de se faire élire député provincial de la circonscription d'York. Il est ensuite élu en 1837.
La province est alors dirigée par un Family Compact, autrement dit un gouvernement dirigé par un lieutenant-gouverneur secondé d'un conseil exécutif dont les membres sont des loyalistes ne proviennent généralement pas de l'Assemblée législative,. De plus, les partis ne sont que des organisations informelles.
Charles Fisher est un réformiste modéré, souhaitant opérer des changements graduels dans le système politique du Nouveau-Brunswick. Il écrit souvent à son ami Joseph Howe à ce sujet. Dans ses lettres, il s'oppose aux « procédés malhonnêtes » du Familly Compact et être dépassé par la « violence de leur propos ». Il est ému par le « triomphe libéral total » que connait la Nouvelle-Écosse en 1847 mais redoute la formation de partis politiques « violemment antagonistes » au Nouveau-Brunswick, où on a « déjà du mal à trouver des gens qualifiés pour former un bon gouvernement ».
Charles Fisher s'associe dès son élection avec Lemuel Allan Wilmot, un autre député du comté d'York,. Un groupe de politiciens, généralement nés dans la province et d'origines modeste, se rallie sous leur gouverne et s'opposent au Family Compact; ils en retirent le surnom de Smashers. Lemuel Allan Wilmot est reconnu comme étant le chef de file du mouvement réformiste mais selon de nombreux observateurs comme Joseph Wilson Lawrence, c'est « Fisher qui taillait les flèches et Wilmot qui les lançait ».
En 1846, Charles Fisher est nommé secrétaire-archiviste du Collège King's par Edward Barron Chandler et Robert Leonard Hazen, deux membres influents du gouvernement avec qui il entretient de bonnes relations. Cette nomination a probablement pour but de déplaire au conseil du collège.
Il siège alors comme membre de l'opposition, mais entre tout de même au Conseil exécutif du Nouveau-Brunswick en 1848, à la suite d'une motion qu'il avait présentée concernant une réforme de l'Assemblée législative. Il est battu en 1850.

### Conspiration de Barker House
En 1854, lors de la « conspiration de Barker House » à Fredericton, les Smashers forment un parti qui est à l'origine du Parti libéral du Nouveau-Brunswick, jetant les bases du système multipartite de la province. Les Smashers renversent le Family Compact la même année et Charles Fisher devient premier ministre, secondé par Albert Smith, William Henry Steeves, Leonard Tilley, William Ritchie, James Brown et John Mercer Johnson. Le parti s'attaque aux pouvoirs de l'Église d'Angleterre et du King's College.
Son gouvernement fut une pépinière de jeunes talents puisque la plupart des futurs hommes politiques influents de la province firent leurs premières armes sous la houlette de Fisher (Samuel Leonard Tilley, William Johnstone Ritchie, John Mercer Johnson, James Brown, William Steeves, Albert James Smith). De nombreuses réformes sont lancées dans les domaines de l'éducation, de l'administration et surtout dans le domaine électoral, avec notamment le Reform Bill de 1855 qui, bien que n'instituant pas un véritable suffrage universel, permet néanmoins à de nombreuses couches de la population, jusqu'à présente interdites de vote, de participer aux scrutins.
Leur projet de prohibition leur fait perdre l'élection de 1856. Fisher est remplacé par John Hamilton Gray en 1856.

### Réélection
Les Smashers sont toutefois réélus en 1857; ils introduisent le vote secret et font disparaître les derniers vestiges des pouvoirs du Family Compact.
Il reste premier ministre jusqu'en 1861, lorsqu'un scandale concernant les terres de la couronne dans lequel il est impliqué le force à démissionner.
Il redevient alors simple député mais perd son siège en mars 1865 lorsque quasiment tous les partisans du projet de la Confédération canadienne (Fisher est un des pères de la Confédération) sont sévèrement battus. Grâce au déclenchement d'une élection partielle dans le Comté de York où il se présente, il est toutefois facilement réélu à la fin de la même année.

### Confédération canadienne
Il est ensuite nommé Procureur général au Conseil exécutif sous le gouvernement Mitchell et participe aux ultimes négociations concernant la Confédération lors de la conférence de Londres en 1866.

### Député fédéral
Une fois la Confédération définitivement créée, Fischer est élu à la Chambre des communes en tant que représentant de York et a même l'honneur de prononcer le premier discours officiel du tout nouveau parlement canadien.
La politique de la Confédération canadienne n'allant pas toujours dans le sens des intérêts de sa province, Fisher démissionne et retourne au Nouveau-Brunswick où il devient juge à la Cour suprême le 3 octobre 1868 et juge à la Cour des divorces et des causes matrimoniales le 14 octobre 1868.
Il meurt le 8 décembre 1880 à Fredericton. Aucune biographie n'a été écrite à son sujet, mis à part quelques résumés et un article du Dictionnaire biographique du Canada.

## Anecdotes
C'est dans son cabinet d'avocat que Daniel Lionel Hanington, futur premier ministre du Nouveau-Brunswick, apprit le Droit avant de se lancer en politique.
Une de ses filles se mariera avec John James Fraser, premier ministre du Nouveau-Brunswick.
Un monument commémorant Charles Fisher se trouve près de l'Assemblée législative, à Fredericton.